# Гугол
Ґуґол (англ. googol) — це число {\displaystyle 10^{100}}, десятковий запис його містить одиницю та сто нулів.
10 000 000 000 000 000 000 000 000 000 000 000 000 000 000 000 000 000 000 000 000 000 000 000 000 000 000 000 000 000 000 000 000 000.
Термін запропонував дев'ятирічний небіж американського математика Едварда Каснера.
10 в степені гугол називається гуголплексом (англ. googolplex).
Деяке уявлення про те, наскільки великим є гугол, можна отримати, згадавши, що кількість електронів у Всесвіті, що нами спостерігається, не перевищує, згідно з деякими теоріями, {\displaystyle 10^{87}}.
У 1938 році відомий американський математик Едвард Казнер гуляв парком з двома своїми племінниками і обговорював з ними великі числа. У ході розмови зайшла мова про кількість зі ста нулями, яка не мала власної назви. Один із племінників, дев'ятирічний Мілтон Сіротта, запропонував назвати це число «гугол» ( англ.  googol ). Також було запропоновано назву ще одного числа: « гуголплекс », чисельно рівного десяти ступеня гугол. У 1940 році Едвард Казнер спільно з Джеймсом Ньюманом написав науково-популярну книгу "Нові назви в математиці" ( англ.  New Names in Mathematics ), де і розповів любителям математики про числа гугол і гуголплекс.